# Altes Rathaus (Wiesbaden)

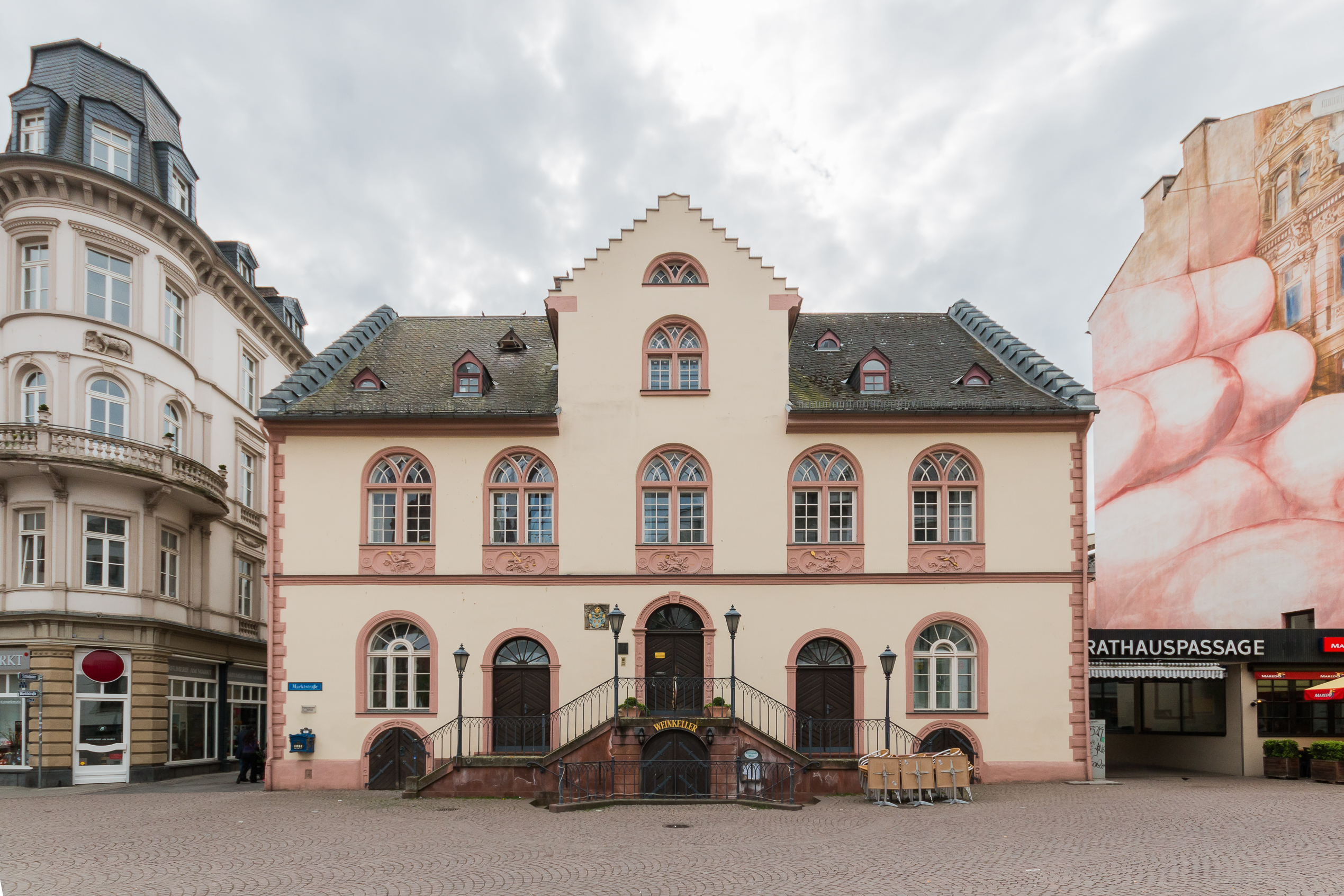
Altes Rathaus

Das 1608 bis 1610 errichtete Alte Rathaus von Wiesbaden ist das älteste Gebäude der Stadt. Es steht am zentralen Platz der Wiesbadener Altstadt in der Marktstraße, die den Schlossplatz tangiert. Jeweils schräg gegenüber befinden sich das  Stadtschloss der nassauischen Herzöge, in dem heute die Repräsentationsräume des Hessischen Landtags untergebracht sind, und das Neue Rathaus.

## Geschichte, Kurzbeschreibung, Nutzung
Das Alte Rathaus wurde ursprünglich im Renaissance-Stil von Antonius Schöffer nach den Plänen von Valerius Bausendorff mit massivem Erdgeschoss und sehr reichem farbigem Fachwerkobergeschoss mit Erkern und hohen geschwungenen Giebeln gebaut. Die 2-zweiläufige Treppe hatte kein Geländer. Für den Bau arbeiteten die Bewohner der Stadt sieben Wochen ohne Bezahlung. Rechts neben dem Eingang stand der Pranger mit Ketten und Halseisen. An Markttagen mussten die Delinquenten hier stehen und waren dem Spott ihrer Mitbürger ausgeliefert.
Unter den Fensterbrüstungen des 1. Obergeschoss waren in der Front und den beiden Erkern 11 aus Eichengehölz geschnitzte Relieftafeln, die beim Umbau 1928 ins städtische Museum kamen. 1725 erfolgten kleinere Umbauten. 1828 wurde das einstige Fachwerk-Obergeschoss gotisierend durch Steinmauerwerk ersetzt. Die hölzernen Reliefs unter den Front-Fenstern, welche die Tugenden Stärke, Gerechtigkeit, Nächstenliebe, Klugheit und Mäßigung darstellen, wurden dabei durch steinerne Kopien ersetzt. Die Originale aus Eichenholz können heute im Wiesbadener Museum besichtigt werden.
Heute dient das Gebäude der Stadt Wiesbaden als Standesamt. Im Gewölbekeller, den man über eine Treppe mittig unter der zweiläufigen Freitreppe erreicht, befindet sich ein Weinlokal.
Vor der Freitreppe, zwischen Stadtschloss und Altem Rathaus, steht der 1753 errichtete Marktbrunnen, dessen Mittelsäule der nassauische Löwe mit Schild krönt.
Im Jahre 2002 wurde das Bauwerk umfassend saniert und mit einem gläsernen Aufzug auf der Rückseite ausgestattet.

## Bilder

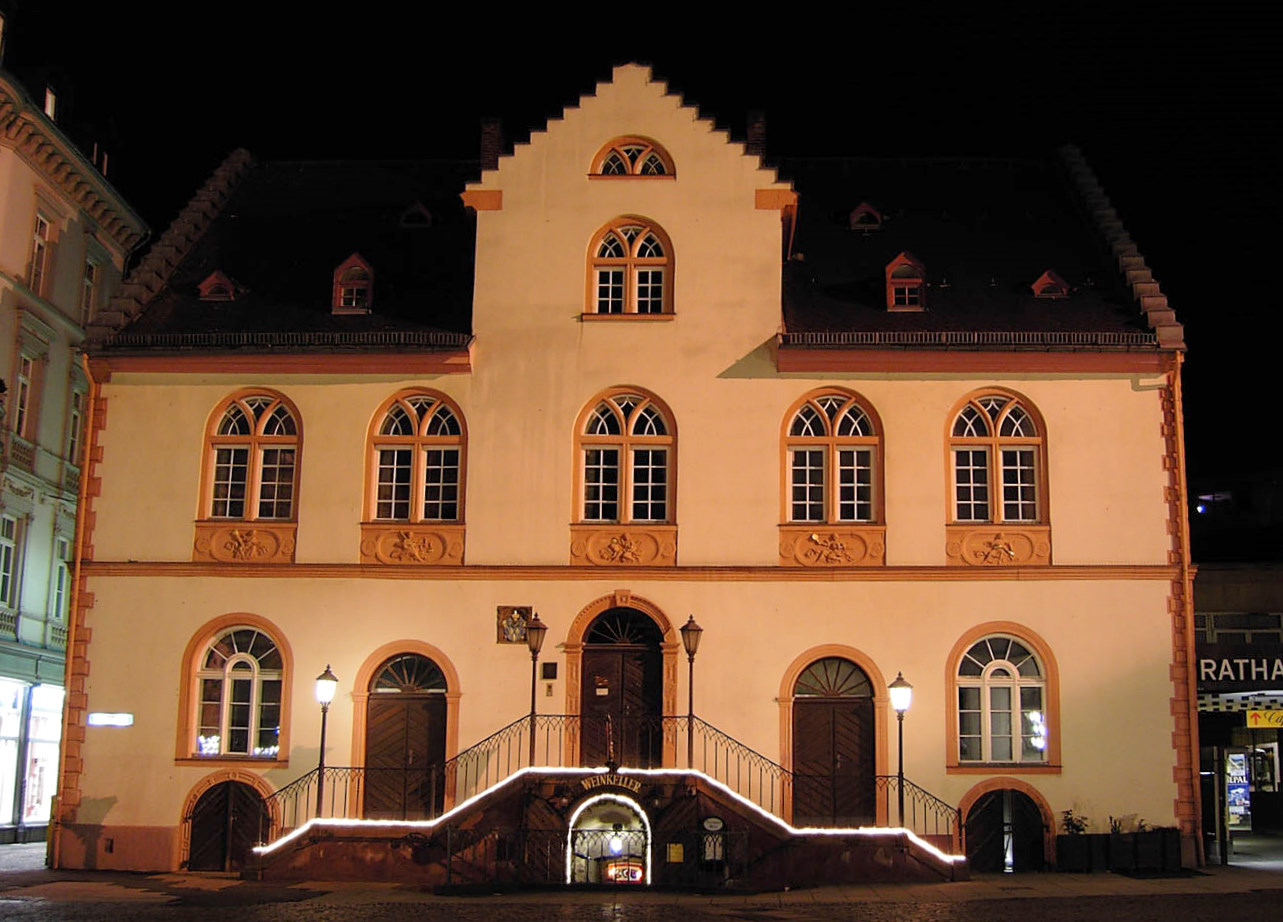
Altes Rathaus bei Nacht
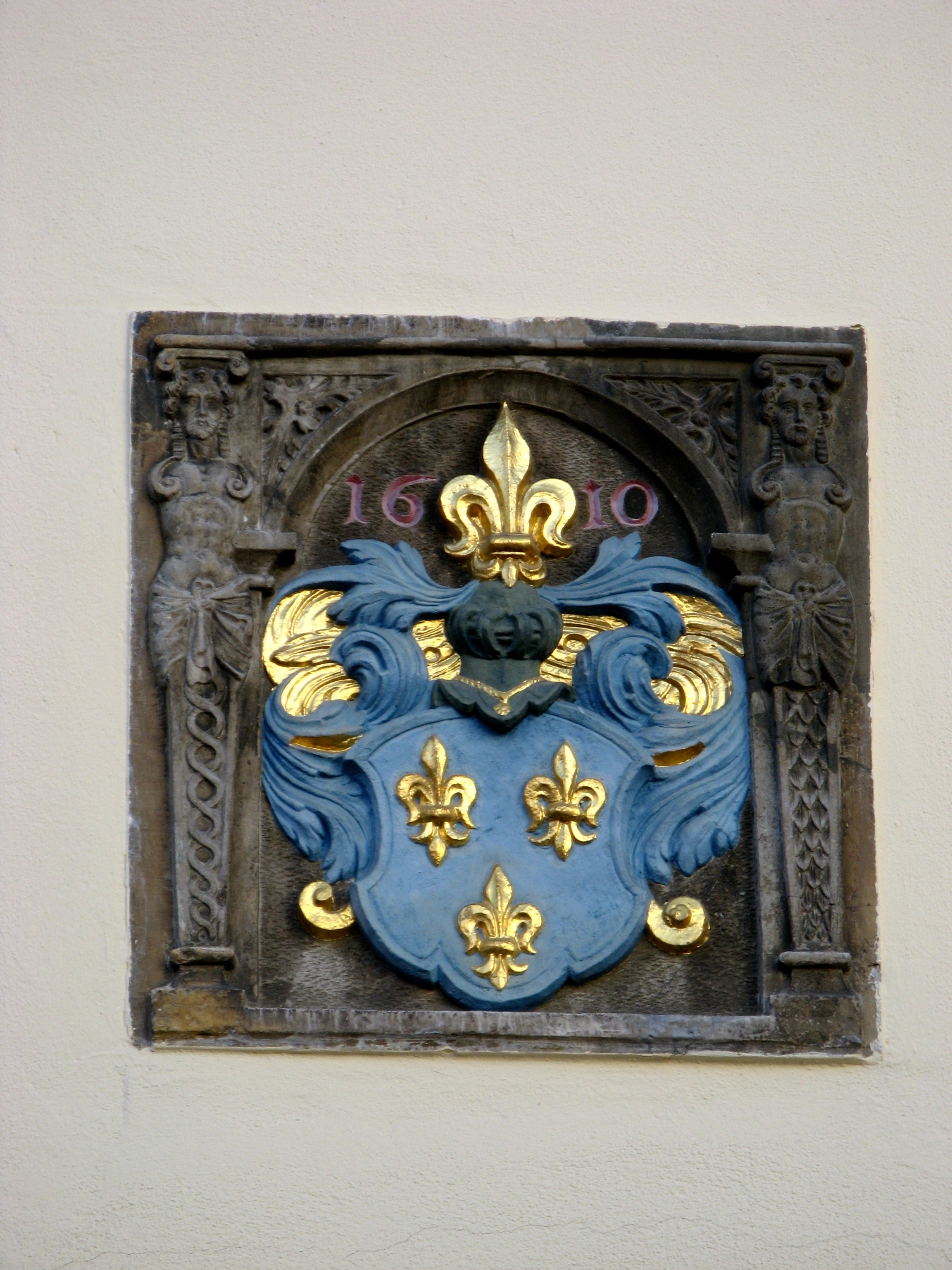
Wiesbadener Wappen am Alten Rathaus von 1610
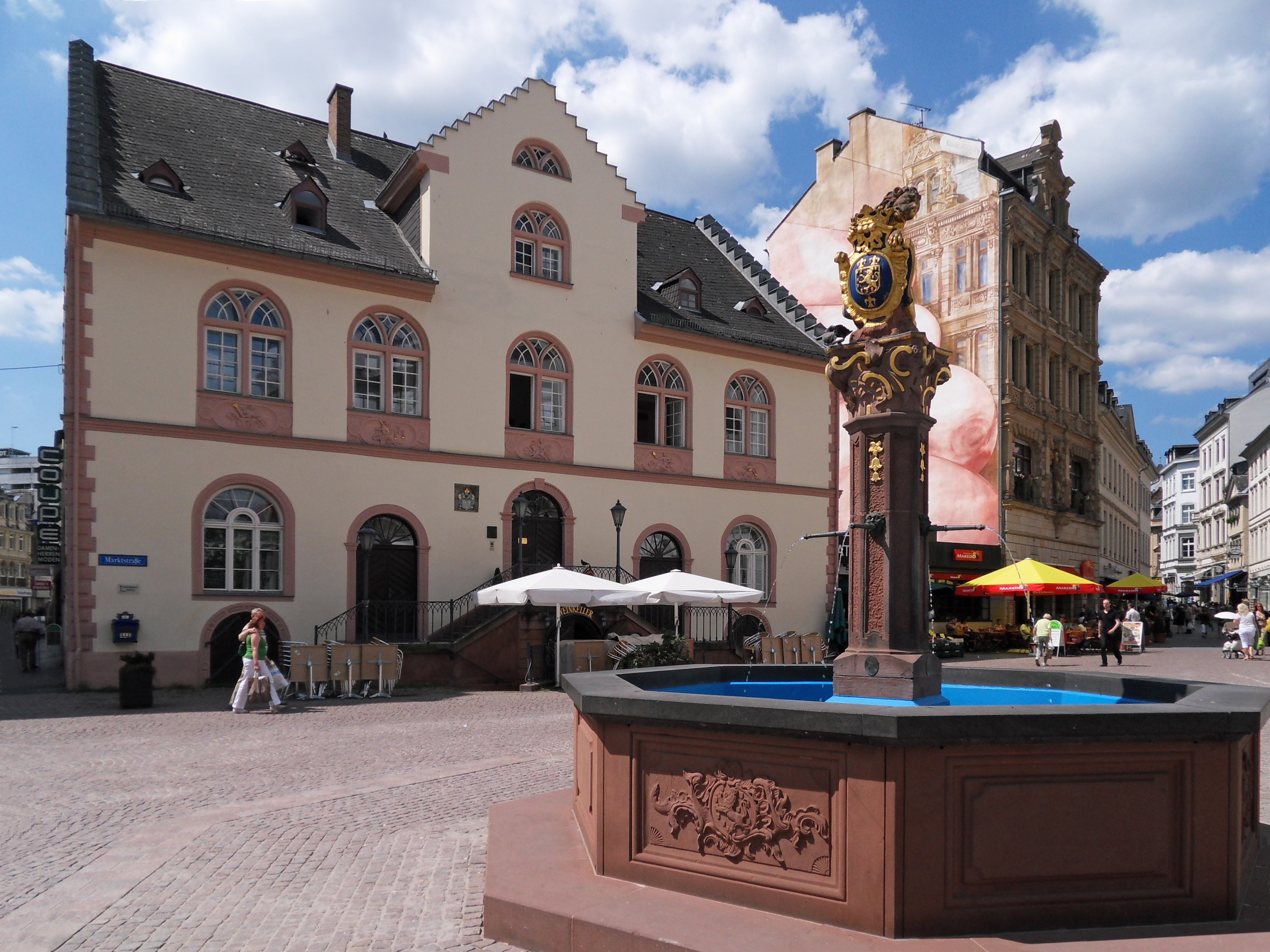
Marktbrunnen vor dem alten Rathaus